# Menzel Jemil
Menzel Jemil (arabe : منزل جميل) est une ville située à une soixantaine de kilomètres au nord de Tunis, dans l'agglomération de Bizerte, sur la rive nord du lac de Bizerte.
Rattachée au gouvernorat de Bizerte, elle est le chef-lieu d'une délégation de 39 621 habitants, comprenant Menzel Abderrahmane, et constitue une municipalité comptant 22 238 habitants en 2014.
La ville se caractérise économiquement par l'importance de l'industrie qui emploie près de 40 % de la population active.